# Saint-Arnoult (Calvados)
Saint-Arnoult ist eine französische Gemeinde mit 1.103 Einwohnern (Stand: 1. Januar 2022) des Départements Calvados in der Region Normandie. Administrativ ist sie dem Kanton Pont-l’Évêque und dem Arrondissement Lisieux zugeteilt. Die Einwohner werden Arnulphiens genannt.

## Geographie
Saint-Arnoult liegt etwa 20 Kilometer südlich von Le Havre in der Landschaft Pays d’Auge und am Fluss Touques, der die Gemeinde im Osten begrenzt. Umgeben wird Saint-Arnoult von den Nachbargemeinden Deauville im Norden, Touques im Nordosten, Bonneville-sur-Touques im Osten und Südosten sowie Tourgéville im Süden und Westen.

## Bevölkerungsentwicklung
| Jahr                      | 1962 | 1968 | 1975 | 1982 | 1990 | 1999 | 2006 | 2013 |
| Einwohner                 | 444  | 523  | 526  | 518  | 766  | 903  | 910  | 1196 |
| Quelle: Cassini und INSEE |      |      |      |      |      |      |      |      |

## Sehenswürdigkeiten
- Reste eines Priorats aus dem 11. Jahrhundert
- Schloss Estimauville aus dem 18. Jahrhundert
- Reste des Schlosses von Lassay aus dem 17. Jahrhundert

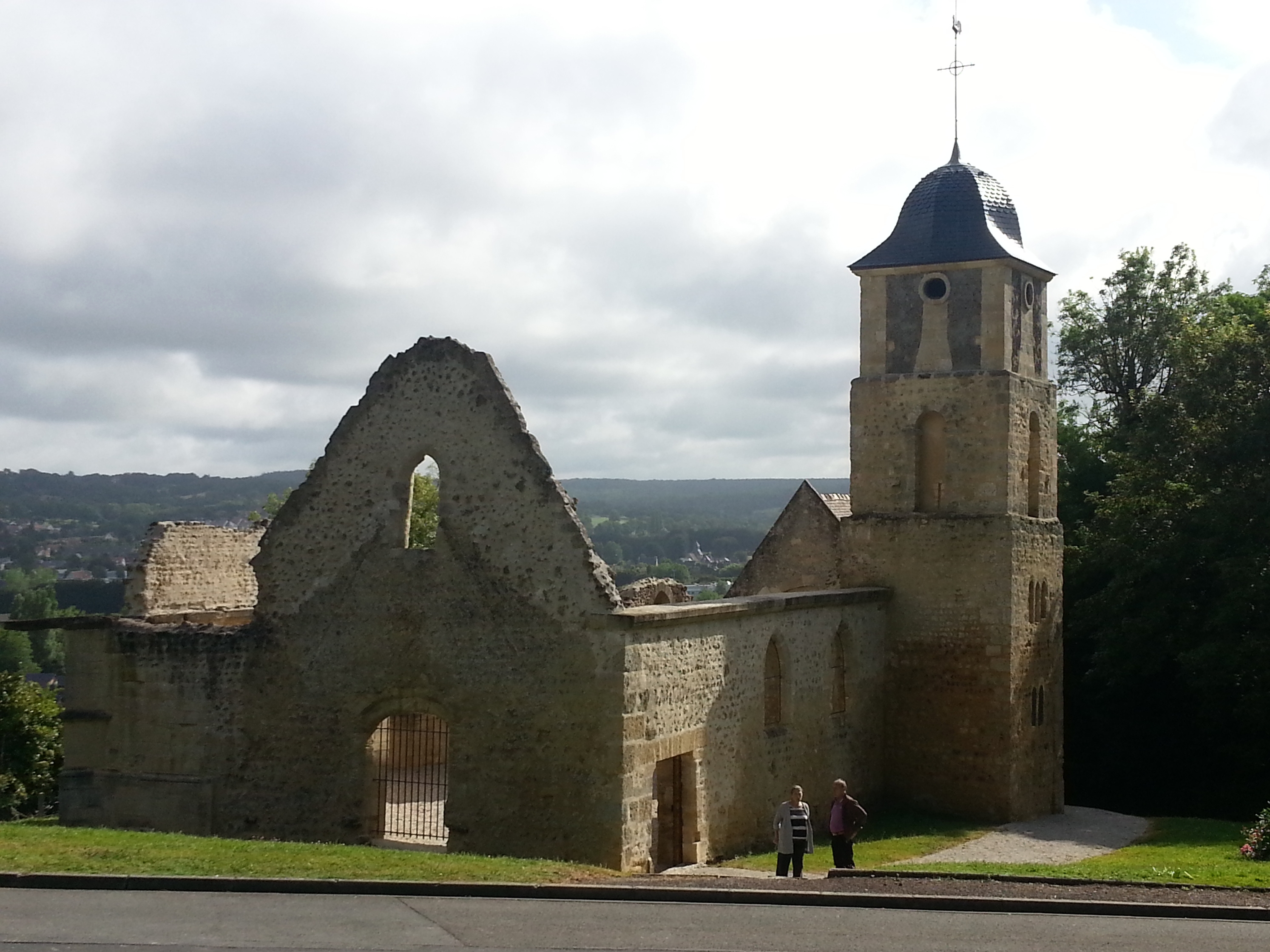
Reste des Priorats